# Блед (замък)
Вижте пояснителната страница за други значения на Блед.
Замъкът Блед (на словенски: Blejski grad) е замък в Словения, намиращ се на брега на езерото Блед, близо до град Блед. Той е един от най-старите средновековни замъци в Словения, известен преди всичко с факта, че е бил резиденция на Тито. Разположен е на върха на 130 метрова скала.
Понастоящем замъка е музей и е отворен за посетители.

## История
Първите споменавания на Блед датират от 1004 г., когато император Хайнрих II го дарява на епископа на град Бриксен Албуин. По това време замъка е бил известен с немското си име „Фелдес“ (castellum Veldes). Най-старата част е римската кула в романски стил, която е използвана за жилище, за отбрана и наблюдателница. По-късно през средновековието са построени по-нови кули и укрепленията са подобрени. Останалите сгради са построени в бароковия период. Сградите са разположени около два вътрешни двора, свързани помежду си със стълбище. В горния двор има параклис от 16 в., обновен около 1700 г., когато е изписан със стенописи. Входът през външните стени на крепостта е посредством подвижен мост, изграден над защитен ров.
След разпадането на Австро-Унгарската империя град Блед териториално влиза в състава на Югославия и замъка се превръща лятна резиденция, първоначално на монарсите от династията Карагеоргиевичи, а впоследствие на Йосип Броз Тито. По време на Втората световна война в замъка временно се помещава щаба на немските войски.
През 1947 година крепостта е значително разрушена от пожар, но след няколко години е възстановена и превърната в исторически музей. В колекцията на музея са представени облекла, оръжия и древни предмети от бита. Като атракция за туристите в замъка има винарска изба и печатница от времето на Гутенберг.

## Галерия
- Изглед към замъка
- Главния вход на крепостта
- Горния двор с основната сграда и параклиса
- Параклиса
- Долния двор
- Кладенеца в долния двор
- Музейни експонати
- Музейни експонати